# Pietro Barzocchini
Pietro Barzocchini (nacido en Roma en 1955) es un actor Italiano que debutó en 1979 y cuya última aparición fue en 1983. También en varias películas es conocido con el nombre artístico de Peter Bark. Es más reconocido por su papel en Le notti del terrore, película de 1981 donde interpreta a Michels.

## Biografía
Pietro Barzocchini nació en 1955, en la ciudad de Roma, Italia. Pasó su infancia y primeros años en Buenos Aires y Bariloche, en Río Negro, Argentina. Le gustaba el cine argentino y quiso estudiar actuación y teatro. Cuando estuvo por trabajar en Buenos Aires a corta edad, fue llevado con sus padres a Italia donde vivían anteriormente. Desde entonces, Barzocchini ya había estudiado teatro y debutó en 1979 con la película Regaliz. Después apareció en la película Arrivano i gatti, que en español significa Aquí vienen los gatos. Pero el director Andrea Bianchi trabajaba con una película de terror con un argumento de zombis, y contrató a Barzocchini para el papel de Michels, un joven adolescente traumatizado que finalmente muere y se convierte en zombi. Tuvo mucho éxito en esta película titulada Le notti del terrore, donde actuó junto a Karin Well, Gianluigi Chirizzi y Mariangela Giordano.

## Anécdotas
- Pietro Barzocchini padeció de una enfermedad de crecimiento -dejando de crecer en su adolescencia-, por lo que se le diagnosticó enanismo.
- Obtuvo papeles secundarios, pero destacó en la producción de Andrea Bianchi, en 1981.
- Su última aparición en el cine fue en 1983, por lo que su carrera se calificó como breve. Además de su desaparición, el público pensaba que este había muerto, pues no había ningún rastro de él, ni siquiera en la televisión de Italia y Argentina.
- Barzochinni reapareció en el 2013, y cuenta que terminó de escribir varios textos y un libro, donde repasa toda su carrera cinematográfica.[1]
- Su libro fue un éxito de ventas. En él, narra sus experiencias en Le notti del terror, su actuación más recordada hasta la actualidad.[2]

## Filmografía
- Liquirizia (1979)
- Le notti del terrore (1981)
- Arrivano i gatti (1981)
- Sturmtruppen 2 - Tutti al fronte (1982)
- Vai alla grande (1983)